# Sericesthis major
Sericesthis major är en skalbaggsart som beskrevs av Britton 1987. Sericesthis major ingår i släktet Sericesthis och familjen Melolonthidae. Inga underarter finns listade i Catalogue of Life.